# Kruťaite
La kruťaite è un minerale.